# Эмиттанс

Ансамбль двумерного нормального распределения, представляющий частицы в фазовом пространстве. По горизонтали - координата, по вертикали - импульс.

Эми́ттанс (англ. emittance — излучение) — численная характеристика ускоренного пучка заряженных частиц, равная объёму фазового пространства (в общем случае — шестимерного), занимаемого этим пучком. На величину эмиттанса, таким образом, влияют как размер пучка в пространстве координат, так и разброс его частиц по скоростям (или, что эквивалентно, импульсам). Эмиттанс является важной характеристикой пучков, получаемых на ускорителях частиц, поскольку во многом определяет эффективность дальнейшего использования пучка.
Различают продольный и поперечный эмиттанс. Причём в случае поперечного эмиттанса обычно переходят от рассмотрения частиц в пространстве координат и импульсов {\displaystyle (x,p_{x})} к рассмотрению в пространстве координат и углов распространения {\displaystyle (x,x'=p_{x}/p_{0})}. Таким образом, поперечный эмиттанс вдоль одной из координат измеряется в мм·мрад.

## Нормализованный эмиттанс
При ускорении частиц продольный импульс {\displaystyle p_{0}} сильно увеличивается, и поперечный эмиттанс {\displaystyle \epsilon } эффективно уменьшается (т. н. «адиабатическое затухание»). Для оценки качества пучка в процессе ускорения часто используют инвариантный нормализованный эмиттанс {\displaystyle \epsilon _{n}=\beta \gamma \epsilon }, где {\displaystyle \beta ,\gamma } — релятивистские коэффициенты.

## Инвариантность эмиттанса
Одно из важнейших свойств эмиттанса — его сохранение при прохождении пучка через фокусирующую структуру, состоящую из магнитных элементов с линейным полем (дипольный магнит, квадрупольная линза). Так, при фокусировке пучка уменьшается разброс по координатам, но увеличивается разброс по импульсам. Сохранение фазового объёма объясняется теоремой Лиувилля. Эмиттанс перестаёт сохраняться, если на частицы пучка действуют нелинейные магнитные поля (секступольные линзы) или диссипативные силы (радиационное трение, внутрисгустковое рассеяние и пр.).
Поперечный размер монохроматического пучка частиц вдоль канала транспортировки выражается через эмиттанс и бета-функцию Твисса: {\displaystyle \sigma (s)={\sqrt {\epsilon \cdot \beta (s)}}}. При наличии разброса по импульсам δ = Δp/p при ненулевом значении дисперсионной функции размер определяется как {\displaystyle \sigma (s)={\sqrt {\epsilon \cdot \beta (s)+D(s)^{2}\cdot \delta ^{2}}}}.

## Эмиттанс в электронном синхротроне
Для лёгких релятивистских частиц в циклическом ускорителе большую роль играет синхротронное излучение. Именно оно определяет форму и размер пучка в электронных синхротронах. За характерное время (обычно десятки микросекунд) инжектированный пучок приобретает гауссово распределение по всем трём координатам, которое является балансом между радиационным затуханием колебаний и квантовыми флуктуациями синхротронного излучения, раскачивающими эмиттанс. Равновесный горизонтальный радиационный эмиттанс определяется следующим выражением:
{\displaystyle \epsilon _{x}={\frac {55}{32{\sqrt {3}}}}{\frac {\lambda _{C}}{J_{x}}}{\frac {\oint {H(s)ds/r(s)^{3}}}{\oint {ds/r(s)^{2}}}}\gamma ^{2},}
где {\displaystyle \lambda _{C}} — комптоновская длина волны, {\displaystyle \gamma } — релятивистский фактор, {\displaystyle J_{x}} — безразмерный декремент радиационного затухания, {\displaystyle 1/r(s)} — кривизна равновесной орбиты, {\displaystyle H(s)=\gamma _{x}(s)D(s)^{2}+2\alpha _{x}(s)D(s)D'(s)+\beta _{x}(s)D'(s)^{2}} — т. н. «инвариант дисперсии», {\displaystyle D(s)} — дисперсионная функция, {\displaystyle \alpha _{x},\beta _{x},\gamma _{x}} — параметры Твисса. Причём, поскольку синхротрон, как правило, расположен в одной (горизонтальной) плоскости, излучение происходит также в этой плоскости, и раскачивает только горизонтальный эмиттанс, а вертикальный не затухает до нуля лишь из-за конечной связи бетатронных колебаний двух поперечных степеней свободы. Из выражения видно, что равновесный эмиттанс зависит от структурных функций кольца, то есть от его фокусирующих свойств. Поэтому на специализированных источниках синхротронного излучения, для которых важно минимизировать эмиттанс пучка электронов, применяют специальные схемы расстановки магнитных элементов («Double Bend Achromat» и др.).